# Aliens: The Computer Game (videogioco 1987)
Aliens: The Computer Game, o soltanto Aliens nelle schermate, è un videogioco d'azione pubblicato nel 1987 dalla Electric Dreams Software per Amstrad CPC, Commodore 16, Commodore 64, MSX e ZX Spectrum, e ispirato al film Aliens - Scontro finale. Si controlla una squadra di personaggi del film che esplorano armati il complesso infestato dagli alieni, con visuale in prima persona.
Non va confuso con Aliens: The Computer Game del 1986 prodotto da Activision e anch'esso pubblicato da Electric Dreams in Europa, talvolta etichettandolo come US Version per distinguerli, ma si tratta di giochi sostanzialmente diversi.

## Modalità di gioco
Aliens: The Computer Game utilizza una prospettiva in prima persona ed è ambientato all'interno di un impianto di elaborazione dell'atmosfera, un complesso labirinto composto da 255 stanze e corridoi. Con il gioco era fornita una mappa cartacea.
Il giocatore muove nell'impianto una squadra di sei personaggi tratti dal film, composta da Ellen Ripley, i soldati Gorman, Hicks e Vasquez, l'androide Bishop e l'uomo della corporazione Burke (nella versione Commodore 16 sono ridotti a 4, senza Vasquez e Burke). Si controllano individualmente, selezionandone uno alla volta liberamente. Tutti sono dotati di un mitra chiamato Smart Gun, e ai fini del gioco non ci sono tra di loro differenze dichiarate di prestazioni. 
La schermata di gioco rappresenta in centro di comando Mobile Tactical Operations Bay (MTOB). Nella metà superiore dello schermo il giocatore ha la visuale in prima persona del personaggio attualmente selezionato, tramite videocamera collegata al suo casco. Nella metà inferiore appaiono il volto del personaggio attuale con i suoi indicatori di salute e munizioni, e per ciascuno dei sei personaggi la barra dell'affaticamento e il numero identificativo della stanza in cui si trova.
La visuale della stanza può essere ruotata a destra e sinistra, ma il personaggio resta sempre fermo al centro della stanza. Per spostarsi tra stanze si possono selezionare le porte, oppure dare comandi diretti da tastiera di direzione (punti cardinali) e numero di stanze da attraversare (finché il passaggio è libero).
Nel labirinto ci si imbatte in numerosi nemici alieni, la cui vicinanza è annunciata da un rilevatore che emette un segnale sonoro. Gli alieni si possono uccidere con il mitra, colpendoli alla testa oppure numerose volte al corpo, utilizzando un mirino. I proiettili di ciascun personaggio sono limitati e ricaricabili solo raggiungendo l'armeria. Dopo aver ucciso un alieno, il corpo lascia una pozza mortale di sangue acido che deve essere evitata.
Le stanze sono collegate da porte che si possono aprire, chiudere o distruggere. Il giocatore affronta anche la minaccia della crescita di depositi biomeccanici (incrostazioni create dagli alieni), che, se non contenuta, causa la formazione di ulteriori uova aliene e nemici e l'ostruzione di porte.
Se un personaggio viene sopraffatto da un alieno, la sua barra diventa gialla mentre è prigioniero in attesa di essere infestato. Può ancora essere salvato da un compagno, se si uccide l'alieno che gli fa la guardia prima che sia troppo tardi.
L'obiettivo finale del giocatore è raggiungere la stanza che ospita la regina aliena, che dev'essere distrutta. Per facilitare la missione bisognerà anche proteggere dalla crescita biomeccanica l'armeria, la stanza di controllo dell'illuminazione e la stanza dei generatori elettrici. La bambina Newt può essere avvistata per aumentare il punteggio.

## Accoglienza
Aliens: The Computer Game ricevette di solito buoni giudizi dalla critica europea dei suoi tempi. Zzap! descrisse la versione Commodore 64 come il miglior gioco tratto da un film fino ad allora.
Nel 2014 Keith Stuart di The Guardian considerò Aliens: The Computer Game come uno dei trenta migliori videogiochi dimenticati nel corso del tempo.